# Alive and Dead
Alive and Dead är det amerikanska death metal-bandet Six Feet Unders första EP, som gavs ut den 29 oktober, 1996 av Metal Blade Records.
EP:n är inspelad i Criteria Studios, Miami, Florida. Den innehåller också live-inspelningar från Pratteln, Schweiz 12 juli 1996 (spår 4–6) och Hengelo, Holland 21 juni 1996 (spår 7).

## Låtförteckning
1. "Insect" – 2:59
2. "Drowning" – 3:03
3. "Grinder" – (Judas Priest-cover) – 4:02
4. "Suffering in Ecstacy" (live) – 2:35
5. "Human Target" (live) – 3:10
6. "Lycanthropy" (live) – 4:30
7. "Beneath a Black Sky" (live) – 3:01

## Medverkande
Musiker (Six Feet Under-medlemmar)
- Chris Barnes − sång
- Allen West − gitarr
- Terry Butler − basgitarr
- Greg Gall − trummor

Produktion
- Brian Slagel – producent, mixning
- Bill Metroyer – producent, ljudtekniker, mixning
- Chris Caroll – assisterande ljudtekniker
- James "Hatter" Hatz – ljudtekniker (DAT)
- Eddy Schreyer – mastering
- Brian Ames – omslagsdesign, omslagskonst